# Shrewsbury Challenger 2006
Lo Shrewsbury Challenger 2006 è stato un torneo di tennis facente parte della categoria ATP Challenger Series nell'ambito dell'ATP Challenger Series 2006. Il torneo si è giocato a Shrewsbury in Gran Bretagna dal 20 al 26 novembre 2006 su campi in cemento indoor.

## Vincitori

### Singolare
Alex Bogdanović ha battuto in finale  Miša Zverev con il punteggio di 4–6, 6–4, 6–4

### Doppio
Philipp Marx /  Frederik Nielsen hanno battuto in finale  Lars Burgsmüller /  Miša Zverev con il punteggio di 6–4, 6–4